# Alexander Petersson
Alexander Petersson (Riga (Letonia), 2 de julio de 1980) es un exjugador islandés de balonmano que jugaba como extremo derecho o lateral derecho. Su último equipo fue el MT Melsungen. Fue un componente de la selección de balonmano de Islandia. 
Logró la medalla de plata con su selección en los Juegos Olímpicos de Pekín de 2008 y la medalla de bronce en el Campeonato Europeo de Balonmano Masculino de 2010.

## Palmarés
- Copa EHF (1): 2013
- Liga de Alemania de balonmano (2): 2016, 2017
- Supercopa de Alemania de balonmano (1): 2017
- Copa de Alemania de balonmano (1): 2018

## Clubes
- Riga HB ( -1997)
- KR Grótta (1998-2003)
- HSG Düsseldorf (2003-2005)
- TV Grosswallstadt (2005-2007)
- SG Flensburg-Handewitt (2007-2010)
- Füchse Berlin (2010-2012)
- Rhein-Neckar Lowen (2012-2021)
- SG Flensburg-Handewitt (2021)
- MT Melsungen (2021-2022)